# Kuolema
Kuolema (en finès, en català La mort), JS 113, és una música incidental per a orquestra de Jean Sibelius per a una obra homònima del seu cunyat Arvid Järnefelt, estructurada en sis moviments i amb partitura original per a orquestra de corda, bombo i un campana. Sibelius va dirigir la primera actuació al Teatre Nacional Finlandès de Hèlsinki el 2 de desembre de 1903. Va treure obres individuals de la partitura i les va revisar com a:
- Op. 44 núm. 1 Valse triste, acabat el 1904
- Op. 44 núm. 2 Escena amb grues, acabada el 1906

Per a una producció de l'obra de 1911, va afegir dos nous moviments:
- Op. 62a Canzonetta (Rondino der Liebenden) per a orquestra de corda, primera versió el 1906, versió final el 1911
- Op. 62b Valse romantique (Waltz intermezzo), acabat el 1911.[2][3]

## Història
Inicialment, Sibelius va escriure sis números per a la producció del 2 de desembre de 1903:
1. Tempo di valse lente - Poco risoluto (Acte I)
2. Moderato (Cançó de Paavali: 'Pakkanen puhurin poika', per a baríton solista, Acte II)
3. Moderato assai - Moderato (Cançó d'Elsa: 'Eilaa, eilaa', per a soprano solista) - Poco adagio (Acte II)
4. Andante (Les grues, acte II)
5. Moderat (Acte III)
6. Andante ma non tanto (Acte III)

El 1904, va revisar el número 1 com a Valse triste, i es va representar a Hèlsinki el 25 d'abril de 1904. Va ser publicat com a op. 44 el 1905 per Breitkopf & Härtel, i immediatament va agafar vida pròpia. Es va convertir en un èxit instantani entre el públic i una de les peces de la signatura de Sibelius. Tanmateix, a causa del contracte d'edició, Sibelius va veure relativament pocs diners en termes de drets d'autor de les actuacions de Valse triste.
El 1906, va combinar els números 3 i 4 i va revisar la música sota el títol Escena amb grues. Es va representar a Vaasa el 14 de desembre de 1906. Sibelius no li va atribuir cap número d'opus, no es va tornar a representar en vida del compositor, i no es va publicar fins al 1973, 16 anys després de la seva mort.
El 1906, va escriure un Rondino der Liebenden per a orquestra de corda, adaptat de la música de Kuolema. Va romandre sense realitzar fins al 1911.
El 1911, Järnefelt va produir una versió revisada de l'obra. Per això, Sibelius va escriure una versió revisada de Rondino der Liebenden, que ara anomenaria Canzonetta; i una nova peça, Valse romantique. Aquests es van representar per primera vegada a Hèlsinki al Teatre Nacional de Finlàndia el 8 de març de 1911, juntament amb Valse triste. L'obra no va ser un èxit, però, amb l'esperança de repetir l'èxit de Valse triste amb Canzonetta i Valse romantique, Sibelius les va publicar immediatament juntes, com a op. 62a i op. 62b respectivament. No van aconseguir captar l'atenció del públic com ho havia fet Valse triste.
El 1973, Escena amb grues es va publicar pòstumament, com a op. 44, núm. 2, i Valse triste es va tornar a numerar retrospectivament com a op. 44, número 1.
Els enregistraments i les actuacions de vegades presenten Valse triste, Escena amb grues, Canzonetta i Valse romantique com una suite unificada, ja que representa la totalitat del que se sap de la música incidental per a les dues versions de Kuolema. Tanmateix, aquesta no era la intenció de Sibelius.